# 原爆之圖
《原爆之圖》（日语：原爆の図）是日本和平主義畫家丸木位里和丸木俊在1950-1982年期間所完成的一系列幅彩繪折疊畫板作品。共有15張。這些畫板描繪了廣島與長崎原子彈爆炸以及20世紀其他核災難的情景。每個面板高1.8公尺x7.2公尺。
目前畫作位於埼玉縣東松山市的原爆之圖丸木美術館展示。
《原爆之圖》描繪了人們被原子彈爆炸所波及、備受折磨的情景；每幅畫都描繪戰爭在非人道、殘酷、絕望、以及轟炸平民的殘酷一面。畫中描繪的人物並不僅包括日本居民，還包括原子彈爆炸中受難或死亡的韓國人居民和美國戰俘。丸木夫婦試圖代表所有受影響的受害者，以使「和平」成為對全人類具有普遍重要性的理想目標。畫作使用傳統的日本黑白水墨画，與原子彈併發的大火產生強烈的赤色形成鮮明對比，以此傳達明顯反戰和反核效果。
這些畫板還描繪了1954年第五福龍丸在比基尼環礁上所發生的事故，丸木認為即使是在和平時期，也依然存在著核威脅的風險性。

## 作品列表
- I 幽靈 (幽霊, Yūrei, 1950)
- II 大火 (火, Hi, 1950)
- III 水 (水, Mizu, 1950)
- IV 虹 (虹, Niji, 1951)
- V 少年與少女 (少年少女, Shōnen shōjo, 1951)
- VI 原子沙漠 (原子野, Genshi-no, 1952)
- VII 竹林 (竹やぶ, Takeyabu, 1954)
- VIII 救出 (救出, Kyūshutsu, 1954)
- IX 燒津 (焼津, Yaizu, 1955)
- X 暑名 (暑名, Shomei, 1955)
- XI 母子像 (母子像, Boshi-zō, 1959)
- XII 燈籠水槽 (とうろう流し, ''Tōrō nagashi, 1969)
- XIII 美國戰俘之死 (米兵捕虜の死, Beihei-horyo no shi, 1971)
- XIV 烏鴉 (からす, Karasu, 1972)
- XV 長崎 (長崎, Nagasaki, 1982)

每幅畫都附有藝術家為進一步解釋其視覺作品主題而寫的散文短詩。
1967年，原爆之圖丸木美術館在日本埼玉縣東松山市成立，而第十五幅《長崎》目前則常設於長崎國際文化會館。在丸木美術館還可以看到丸木夫妻進一步以奧斯維辛集中營、南京大屠殺、沖繩島戰役、水俁病為主題的畫作，以及他們合作創作的題為《地獄》的概要畫作。因繪製上述作品，丸木夫妻曾在1995年獲得諾貝爾和平獎的提名。
《原爆之圖》也是1987年奧斯卡金像獎提名紀錄片《地獄火：廣島之旅》的主視覺。日本作曲家大木正夫曾於1953年根據《原爆之圖》創作了他的第五交響曲《廣島》。

## 圖片

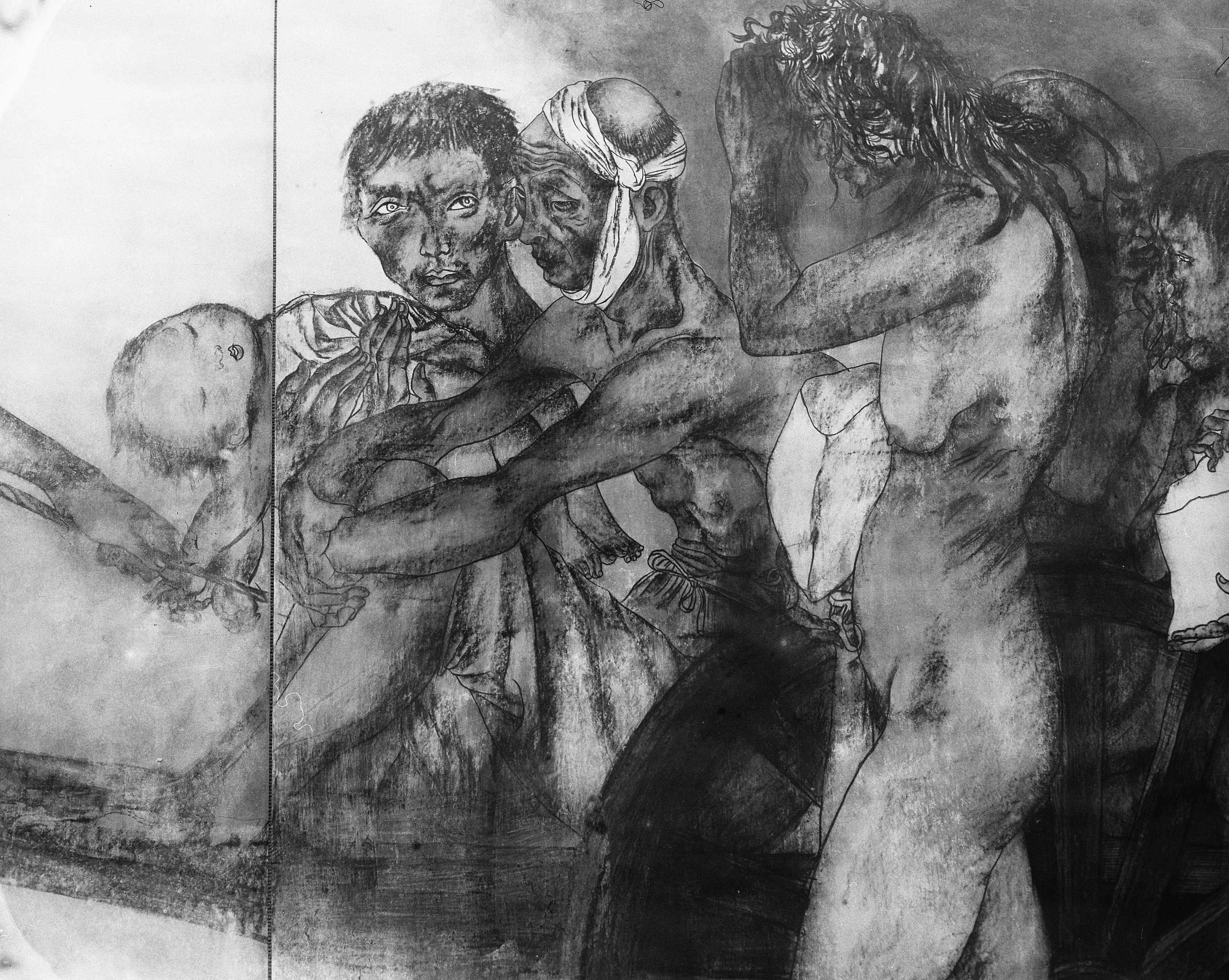
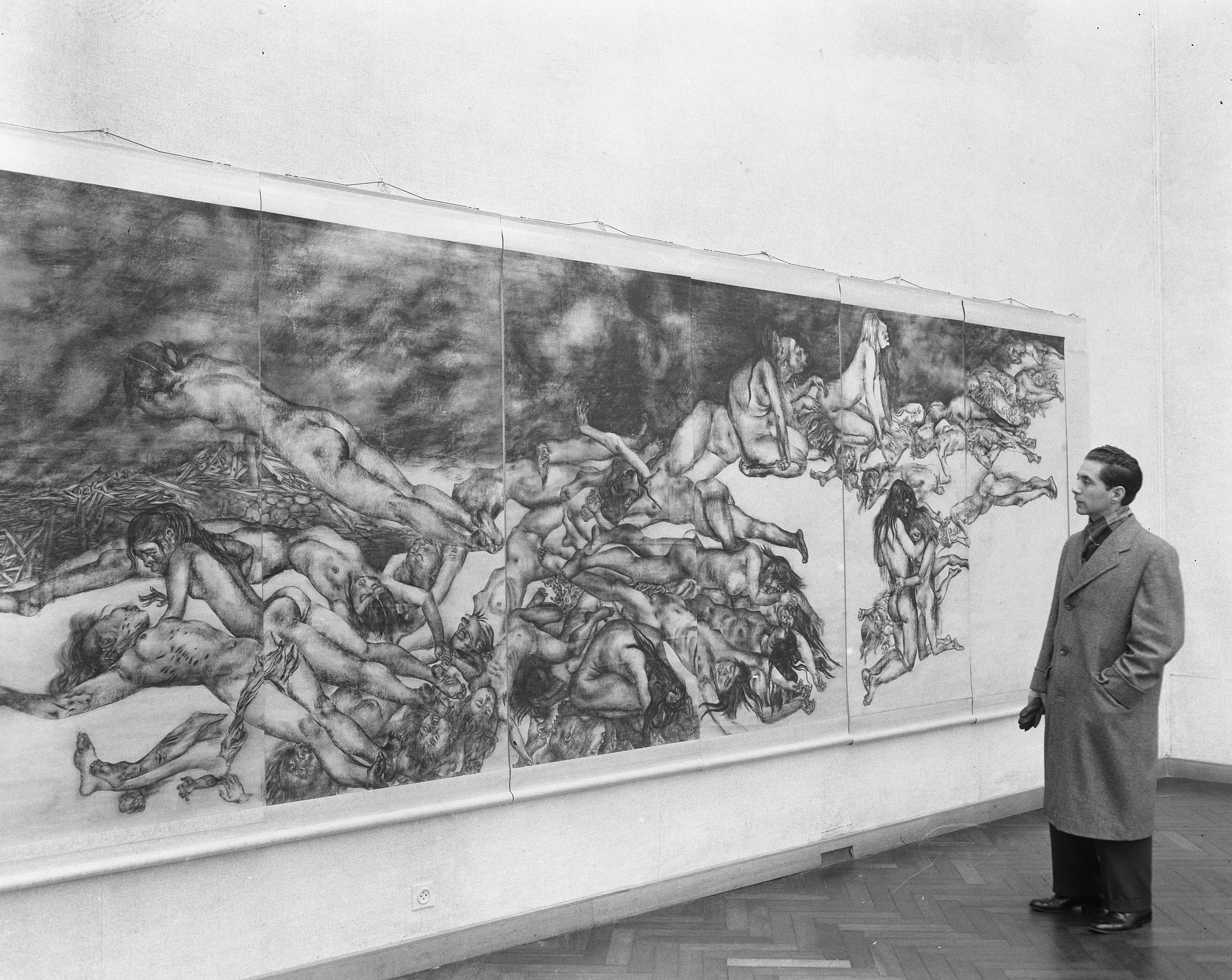
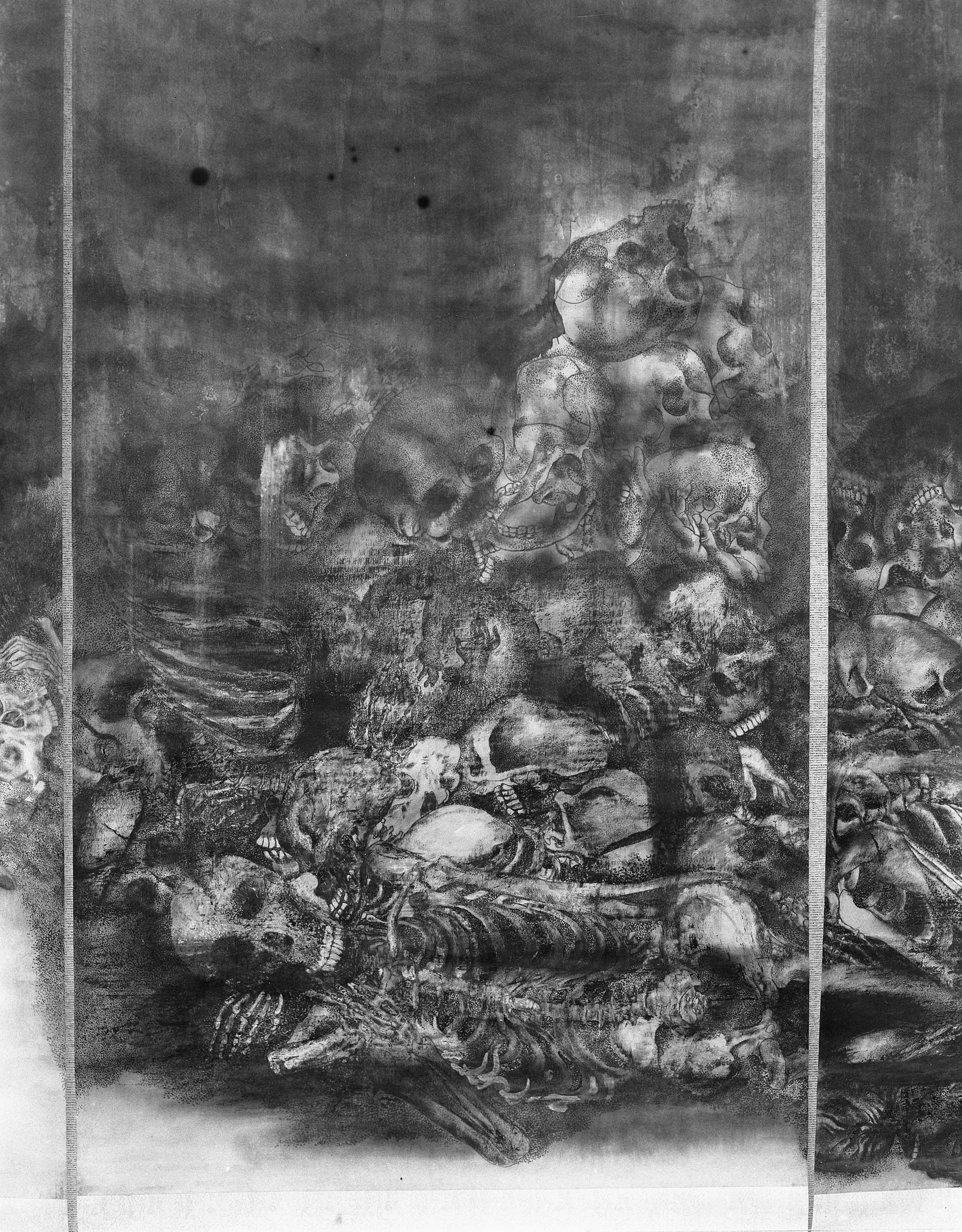

## 另見
- 格尔尼卡 (绘画)

## 外部連結
- Maruki Gallery in Japan for The Hiroshima Panels （页面存档备份，存于） (in English)